# Larva

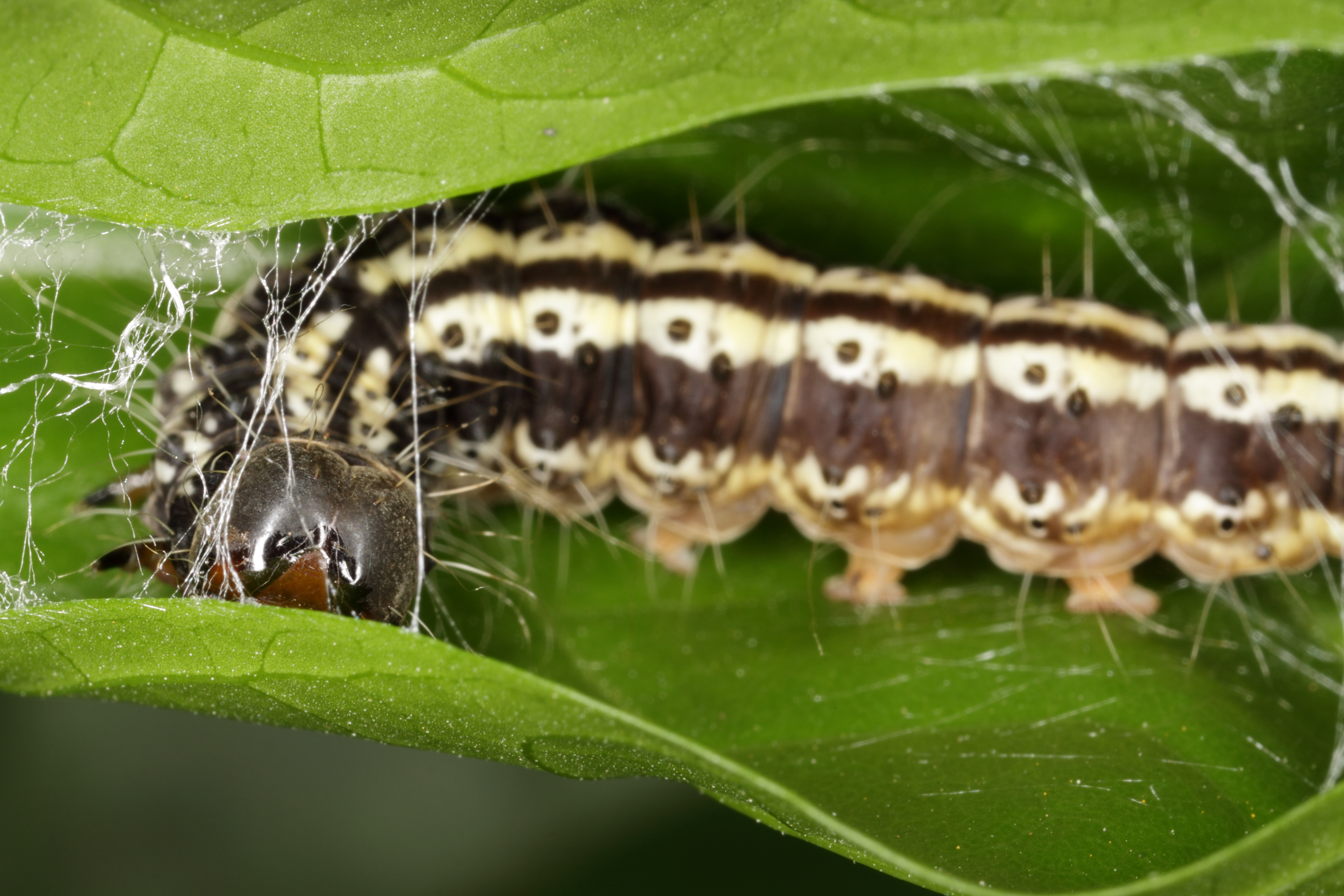
Larva (housenka)

Larva je nedospělé (juvenilní) stadium živočicha s nepřímým vývojem. Larvy některých živočichů mají specifický název, viz níže.
Larva může mít jinou stavbu těla a orgány než dospělec (např. panožky), a tedy také jiný vzhled – příkladem může být larva motýla čili housenka nebo larva blanokřídlých čili housenice.
Larvy lze dělit na primární a sekundární.
- Primární larva fakticky představuje plovoucí embryonální stadium (např. plovoucí blastulu v případě planulové larvy žahavců či plovoucí gastrulu v případě trochoforové larvy kroužkovců).
- Sekundární larva je naopak organismem již složitěji vyvinutým, s dokončeným embryonálním vývojem, avšak značně odlišným od dospělce. Sekundární jsou tedy například larvy korýšů (zoëa, nauplius apod.), larvy hmyzu či planktonní larva některých měkkýšů (veliger).

U živočichů se sekundární larvou může primární larva existovat také (jako je tomu právě u měkkýšů, kde veliger vzniká z trochofory), případně mohou volně žijící larvální stadium zcela ztratit. Embryonální vývoj pak sice také probíhá ve vodě, avšak uzavřené v kontrolovaném prostředí vajíčka či vaječných obalů (jako je tomu např. u hlavonožců nebo obratlovců, kteří vůbec nemají larvální stadium, nebo u korýšů, kde existuje jen sekundární larva).

## Typy, příp. názvy larev různých živočichů
Larvy jsou seřazeny podle fylogenetické příbuznosti – v jednotlivých kmenech.

### Houbovci
- amfiblastula, parenchymula

### Vrtejši
- acanthor, acanthella, cystacanth (tři stadia)[1]

### Žahavci
- polypovci a korálnatci: planula

### Ploštěnci
- mořské ploštěnky: Müllerova larva
- motolice: miracidium, sporocysta, redie, cerkarie, metacerkarie, mezocerkarie
- tasemnice: onkosféra, koracidium, procerkoid, cysticerkoid, strobilocerkus, cysticerkus, coenurus, echinokokus, plerocerkoid, tetratyridium

### Hlístice
- larvy L1, L2, L3, L4

### Měkkýši
- velcí sladkovodní mlži: glochidium
- někteří mořských plži: trochofora
- někteří mořští plži a mlži a někteří sladkovodní mlži: veliger

### Ramenonožci,chapadlovky,mechovci
- aktinotrocha

### Kroužkovci
- mnohoštětinatci: trochofora

### Členovci
- korýši: většinou nauplius
  - desetinožci (např. krab): zoea a megalopa
- hmyz (nedokonalá proměna a dokonalá proměna)
  - šváb, ploštice, kobylka: nymfa
  - jepice, pošvatky, vážky: někdy najáda
  - moucha: struska, struskovitá larva – bezhlavá a beznohá larva většiny dvoukřídlého hmyzu a podřádu štíhlopasí (Apocrita)
  - motýli: housenka
  - širopasí: housenice
  - brouci
    - chrobákovití: ponrava
    - majky a vějířníci: triungulin
    - kovaříkovití: drátovec
    - potemník moučný: moučný červ (lidově)

### Ostnokožci
- ježovka: pluteus

### Strunatci
- mihule: minoha
- úhoř: leptocephalus (monté), viz úhoř říční
- žáby: pulec
  - čolek: larva čolka (nemá speciální název)

## Jiné dělení larev hmyzu (podle počtu končetin)
hemimetabolní hmyz = má proměnu nedokonalou (bez stadia kukly, larvy se podobají dospělcům):
1. nymfa – výrazně podobná dospělci: švábi, škvoři, ploštice, kobylky, saranče, cikády, kudlanky, strašilky
2. najáda – vzdáleně podobná dospělci: jepice, pošvatky, vážky

holometabolní hmyz = má proměnu dokonalou (larvy se dospělcům nepodobají)
1. apodní (beznohé) larvy – nemají končetiny, různý počet článků, různě vyvinutá hlava:
  - acephální (struska) – bez hlavy, ani zbytky hlavové kapsule, jen cephalopharyngeální skelet na tenčím konci těla (asymetrické sklerity): mouchy, bzučivky, masařky
  - hemicephální – nemají hlavovou kapsuli, ústní ústrojí zatažitelné do prvního hlavového článku: tiplice
  - eucephální – zřetelně vyvinutá hlava i ústní ústrojí: brouci (krasci, nosatci, tesaříci, kůrovci), blanokřídlí (včely, vosy), dvoukřídlí (pakomáři, komáři)
2. oligopodní larvy – mají 3 páry hrudních článkovaných končetin, na zadečku nejsou končetiny, pouze urogomphy (koncové štěty na posledním zadečkovém článku) a cerky (přívěsky na konci zadečku)
  - střevlíkovitá (campodeiformní, caraboidní) – aktivní, dravá (velká kusadla namířená dopředu), tmavě zbarvená: potápník, střevlík, mrchožrout, draví chrostíci, dlouhošíjky, síťokřídlí
  - elateroidní (drátovec) – tuhý povrch těla: potemník, kovařík
  - scarabeiformní (ponrava) – tělo většinou zakroucené do tvaru písmene C: chroust, roháč, zlatohlávek, nosorožíci, červotoči
  - eruciformní – dobře vyvinuté přední končetiny, málo pohyblivé: brouci (mandelinka, někteří tesaříci a krasci), býložraví chrostíci
3. polypodní larvy – mají 3 páry hrudních nohou, panožky na zadečkových článcích a nepravé anální panožky (pošinky)
  - housenka – max. 5 párů panožek včetně pošinek: motýli
  - housenice – nejméně 6 párů panožek, výrazná hlava, hrudní končetiny mohutnější: šíropasí (pilatky, paličatky, hřebenule)
4. protopódní larvy – málo segmentované: některé parazitické čeledi štíhlopasých – Platygasteridae, Scelionidae (vaječní parazité)

## Neotenie
Larvy některých druhů se v dospělce nezmění. Pohlavně dospějí a mají schopnost rozmnožovat se. Tento jev se nazývá neotenie. Známým příkladem neotenického živočicha je axolotl mexický, z hmyzu řásnokřídlí.